# Cirriphyllum piliferum
Cirriphyllum piliferum (deutsch Pinsel-Haarblattmoos) ist ein Laubmoos aus der Familie der Brachytheciaceae. Es bildet blassgrüne, teils schimmernde Rasen aus.

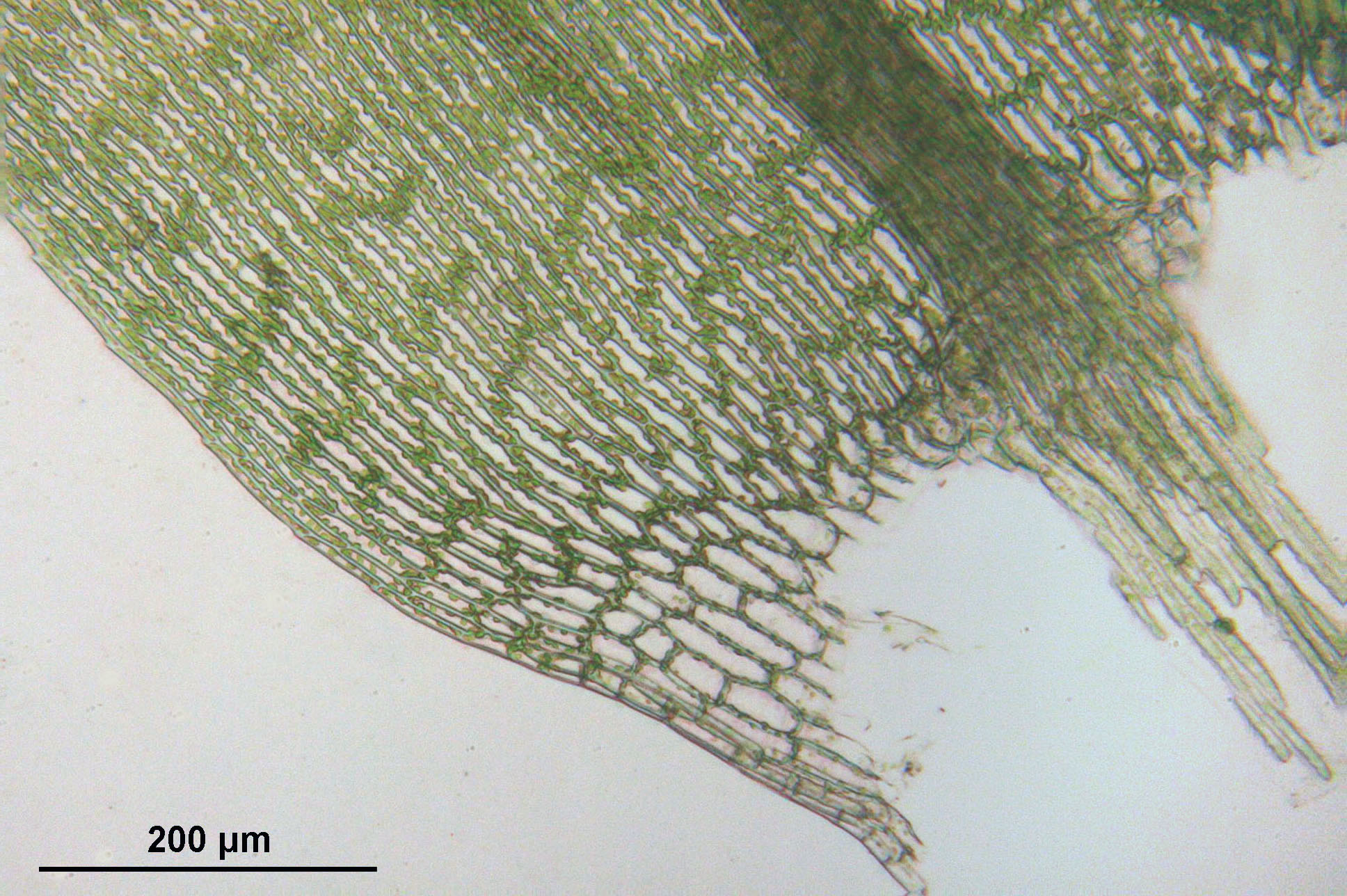
Mikroskopaufnahme der Blattbasis

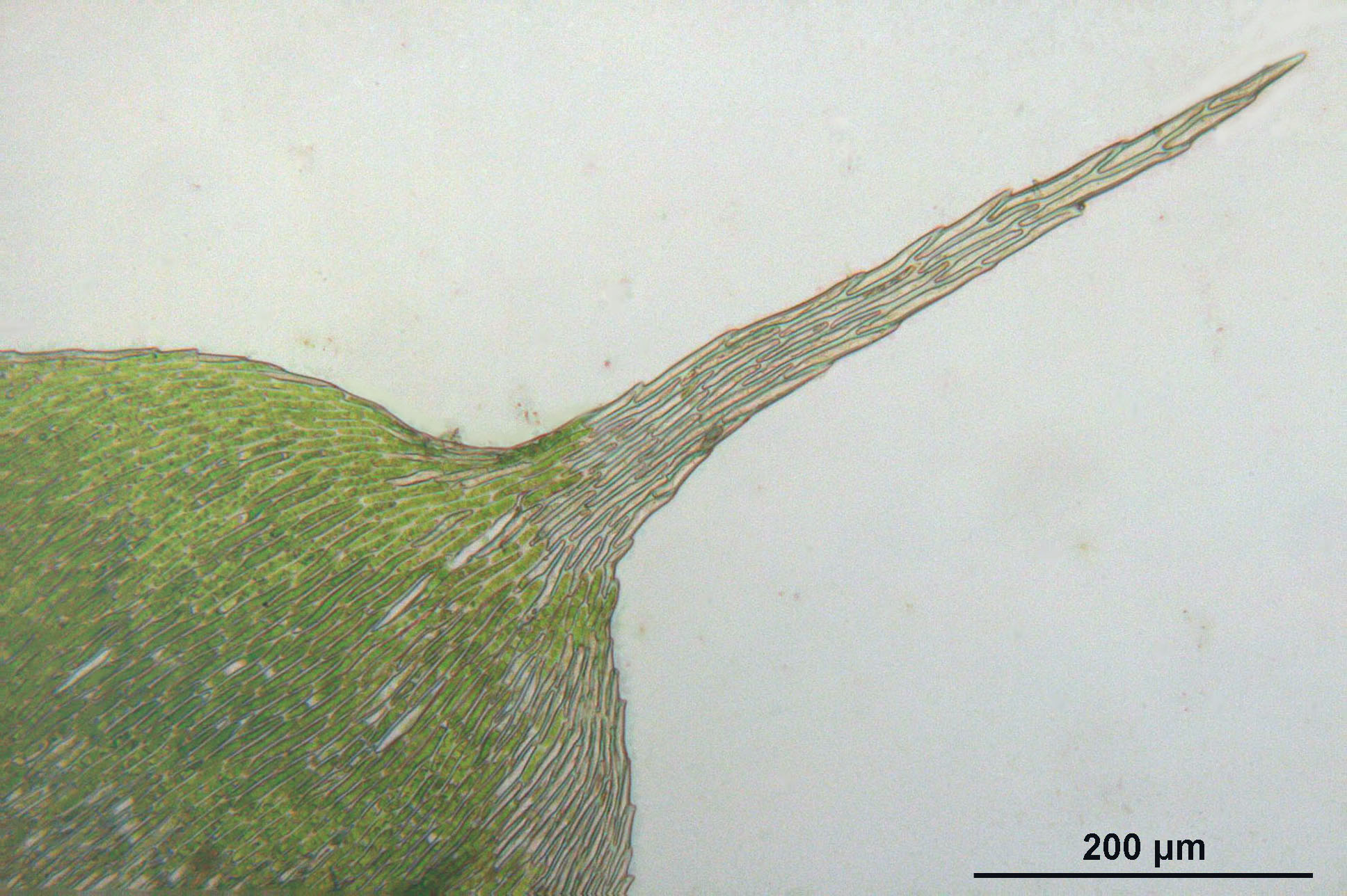
Mikroskopaufnahme der Blattspitze

## Vorkommen
Das Moos wächst häufig vor allem in feuchten Wäldern oder auf Wiesen bis in die alpine Stufe. Nur in Norddeutschland ist es etwas seltener. Es kommt auf der gesamten Nordhemisphäre vor.

## Erkennungsmerkmale
Die Stämmchen sind unregelmäßig verzweigt und können bis zu 10 cm lang werden. Die Blätter sind oval geformt, leicht gesägt und plötzlich haarförmig zugespitzt. Die Blattrippe geht bis etwa zur Mitte des Blattes. Die Seta (der Kapselstiel) ist warzig rau.